# Финансирование большевиков капиталистами
Одним из источников финансирования революционеров в Российской империи, и большевиков в частности, были жертвования солидарных с ними предпринимателей. Революционные партии материально поддерживали банкир и меценат С.П. Рябушинский, мануфактурщик А.И. Коновалов, предприниматель А.И. Ермасов, промышленник и благотворитель С.Т. Морозов. Одним из финансистов революции был владелец лучшей в России московской мебельной фабрики Н.П. Шмит. Морозов и Шмит покончили жизнь самоубийством, а значительная часть их капитала досталась большевикам.

## Россия

### Савва Морозов
Савва Морозов, крупный московский предприниматель, руководитель Никольской мануфактуры, был известен своими либеральными взглядами. Так, известно, что в его особняке проводились собрания кадетов. Одним из увлечений Саввы Тимофеевича был театр, он вкладывал деньги на развитие МХАТа и был поклонником актрисы Марии Фёдоровны Андреевой (Желябужской). Андреева была связана с большевиками. За время доверительных отношений с Андреевой Морозов проникся революционными идеями социал-демократов, выделял большие средства на издание газет «Искра», «Новая жизнь» и «Борьба». Савва Тимофеевич продолжал снабжать деньгами большевиков даже после того, как узнал о любовных отношениях Андреевой с Максимом Горьким. Последовавшая за событиями 1905 года гибель фабриканта окружена тайной. По официальной версии — это самоубийство, в номере гостиницы в Каннах, где пытался лечиться от депрессии Морозов с женой, была обнаружена записка с текстом «Прошу никого не винить». Но по свидетельству жены покойного, в тот день вокруг гостиницы сновали какие-то подозрительные люди, и сразу же после прогремевшего выстрела был замечен ей убегающий через сад человек. При осмотре трупа было обнаружено, что глаза его закрыты, а руки сложены на животе. Савва Тимофеевич задолго до своей смерти говорил, что в ней заинтересованы конкуренты. По свидетельству А. М. Горького, в кабинет Морозова кидали камни и письма с угрозами, через доверенных лиц советовали уйти из дела. Желать смерти Морозова могли и монархисты, в России, помимо легальных черносотенных организаций, существовали и тайные монархические союзы, например, «Священная дружина» и подобные ей, которые могли нанять убийц, как это сделано в отношении племянника Саввы Тимофеевича — Николая Павловича Шмита.

### Николай Шмит
После смерти Павла Александровича Шмита в 1902 году мебельная фабрика Шмитов, одна из крупнейших того времени, должна была быть продана, так как Павел Шмит считал, что в его семье нет человека, способного к управлению. Но из-за сложившейся экономической ситуации на фабрику не нашлось покупателей. Сын Павла Александровича — Николай, родственник старообрядцев Морозовых, был вынужден бросить учёбу в Университете и вступить в руководство фабрикой. Николаю шёл всего 20-й год, и в делах управления он пользовался советами своего двоюродного деда, миллионера Саввы Морозова. Через родственника Шмит и сошёлся с большевиками. Его новыми друзьями стали Красин, Бауман, Шанцер и другие московские революционеры. Руководство РСДРП проявляло интерес к его фабрике. Так, туда были устроены на оклад несколько партийцев, которые получали довольно большое жалование и вместо работы занимались подготовкой к революции. Кроме того, Шмит снабжал большевиков деньгами, в частности известно, что он передал Красину 20 тысяч рублей на покупку оружия и 15 тысяч на издание газеты «Новая жизнь». К 1905 году фабрика Шмита превратилась в революционный центр, притягивающий к себе бунтовщиков со всей Москвы. Когда разгорелись революционные события, боевая дружина, созданная на фабрике и экипированная на средства Шмита, принимала активное участие в стачках, столкновениях с полицией и терактах. Сам Николай Павлович со своими сёстрами участвовал в руководстве действиями боевиков, обеспечивая координацию и производство печатной информации с помощью гектографа. Несмотря на то, что они находились на конспиративной квартире, 17 декабря 1905 года Шмит был арестован. Он был помещён сначала в Таганскую, а потом в Бутырскую тюрьму, в общей сложности проведя в заключении 14 месяцев. Смерть его таит немало загадок — точно не известно ни место смерти, ни причина. После смерти фабриканта большевики активизировали схему по отъёму его состояния. Сёстры Шмит были лишены наследства путём фиктивных браков, брат Николай подвергся шантажу, в результате чего получил всего 17 тысяч, остальные же деньги перешли в распоряжение «большевистского центра» РСДРП.